# Карло Бискарети ди Руфия
Карло Бискарети ди Руфия е италиански граф, известен с произведенията си като художник, промишлен дизайнер, журналист и като автомобилен ентусиаст, основател на музеен автомобилен салон.

## Биография
Карло е роден на 24 август 1879 г. в Торино. Той е син на Роберто, местен сенатор, участвал в създаването на Фиат. Карло изучава право в университета (1904 г.) и работи в Генуа в магазин за аксесоари за велосипеди „Filiale di Fabbre e Gagliardi“, преди да се премести в Рим, за да управлява офисите на Carrozzeria Alessio. Ди Руфия е изобретател на логото на Ланча.